# Comté de Knox (Illinois)
Pour les articles homonymes, voir Comté de Knox.
Le comté de Knox (Knox County en anglais) est un comté situé dans l'État de l'Illinois, aux États-Unis. En 2000, sa population était de 55 836 habitants. Le siège de ce comté est Galesburg.

## Géographie
Selon le bureau de recensement des États-Unis, le comté a une surface totale de 1 864 km2, comprenant 1 855 km2 de terre et 9 km2 d'eau.

### Comtés voisins
| Nord-Ouest : Comté de Mercer | Nord : Comté de Henry |                           |
| Ouest : Comté de Warren      | Comté de Knox         | Est : Comté de Stark      |
|                              | Sud : Comté de Fulton | Sud-Est : Comté de Peoria |

## Démographie

Pyramide des âges du comté de Knox, en 2000

En date du recensement de 2000, il y avait 55 836 personnes, 22 056 ménages et 14 424 familles résidant dans le comté. La densité de population était de 30 hab/km2. Les ethnies du comté étaient composées de 89,86 % de blancs, de 6,29 % de noirs ou afro-américains, de 0,19 % d'indigènes, de 0,69 % d'asiatiques, de 0,01 % d'insulaires du Pacifique, de 1,57 % d'autres ethnies et de 1,39 % de deux ethnies ou plus. 3,40 % de la population étaient hispaniques ou latinos de n'importe quelle ethnie.

## Villes
- Abington
- Altona
- East Galesburg
- Galesburg
- Gilson
- Henderson
- Knoxville
- Maquon
- Oneida
- Rio
- St. Augustine
- Victoria
- Wataga
- Williamsfield
- Yates City